# ایستگاه قطار شهری تختی
ایستگاه قطار شهری تختی یکی از ایستگاه‌های خط ۱ متروی اصفهان است که در چهارراه تختی در مرکز اصفهان واقع شده‌است. ایستگاه بعدی ضلع شمالی، ایستگاه شهدا است و ایستگاه قبلی در ضلع جنوبی ایستگاه امام حسین می باشد . این ایستگاه در مجاورت ورزشگاه تختی واقع شده است. در ضلع شرقی، این ایستگاه به خیابان مسجد سید و در ضلع غربی به خیابان عبدالرزاق دسترسی دارد.